# Mirtezanger
De mirtezanger (Setophaga coronata, synoniem: Dendroica coronata)  behoort tot de Amerikaanse zangers en broedt in het hele Noord-Amerikaanse continent.
Deze soort is een afsplitsing van de geelstuitzanger. De geelstuitzanger is een complex van soorten die volgens de IOC World Bird List bestaat uit de mirtezanger, Goldmans zanger en Audubons zanger.

## Verspreiding en leefgebied
De mirtezanger is de soort die het meest noordelijk en oostelijk voorkomt. Samen met Audubons zanger (Setophaga auduboni) is het een uitgesproken trekvogel die 's winters naar zuidelijk Mexico, Midden-Amerika en het Caraïbisch gebied trekt. Het zijn de zangers die het laatst in de herfst uit Noord-Amerika wegtrekken en die ook het eerst weer terugkomen.

### Voorkomen in West-Europa
Incidenteel worden ze als dwaalgast in IJsland en de Britse Eilanden aangetroffen. Tussen 1955 en 1999 zijn er 24 bevestigde waarnemingen in Groot-Brittannië en Ierland gedaan. Tussen 13 en 15 oktober 1996 verbleef een mannetje op Oost-Vlieland.  Dit was de tweede waarneming dicht bij het vasteland van Europa, de eerste waarneming werd een jaar eerder in Noorwegen gedaan.
Op 12 oktober 2019 werd voor de tweede keer een mirtezanger in Nederland waargenomen. Eerst gevangen in een mistnet van het ringstation op Schiermonnikoog en later nog in de buurt gezien.